# Pytlák (opera)
Pytlák čili Hlas přírody (Der Wildschütz oder Die Stimme der Natur) je německá komická opera o třech dějstvích od Alberta Lortzinga jejíž libreto skladatel upravil podle komedie Der Rehbock, oder Die schuldlosen Schuldbewussten (Srnec aneb Nevinní viníci) od Augusta von Kotzebue. Opera měla svou premiéru v Městském divadle v Lipsku dne 31. prosince 1842.
V českých zemích se hrála záhy: již 27. června 1843 v Brně a 3. února 1844 v Praze. Českojazyčná premiéra opery proběhla 20. března 1882 v Prozatímním divadle v Praze.
Opera byla uvedena v Národním divadle 16. července 1886.

## Role
| Role                                        | hlas        | obsazení při premiéře 31. prosince 1842 (Dirigent: Albert Lortzing) | role v českém překladu (1884) | obsazení české premiéry |
| ------------------------------------------- | ----------- | ------------------------------------------------------------------- | ----------------------------- | ----------------------- |
| Hrabě von Eberbach                          | baryton     | August Kindermann                                                   | Hrabě Záleský                 | Leopold Stropnický      |
| Hraběnka von Eberbach, jeho žena            | alt         | Caroline Düringer-Lange                                             | Hraběnka Záleská              | Betty Fibichová         |
| Baron Kronthal, hraběnčin bratr             | tenor       | Heinrich Schmidt                                                    | Baron z Lípova                | Adolf Krössing          |
| Baronka von Freimann, vdova, sestra hraběte | soprán      | Caroline Günther-Bachmann                                           | Baronka Dolanská              | Marie Laušmannová       |
| Baculus, učitel                             | bas         | Gotthelf Leberecht Berthold                                         | Sylaba                        | František Hynek         |
| Gretchen, jeho snoubenka                    | soprán      | Auguste Krüger-Aschenbrenner                                        | Lenka                         | Hermína Frommová        |
| Pancratius, hraběcí majordomus              | baryton     | Max Ballmann                                                        | Bonifác                       | Josef Frankovský        |
| Nanette, barončina služka                   | mezzosoprán | Tanz                                                                | Nanetta                       | sl. Řezníčková          |

## Obsah opery

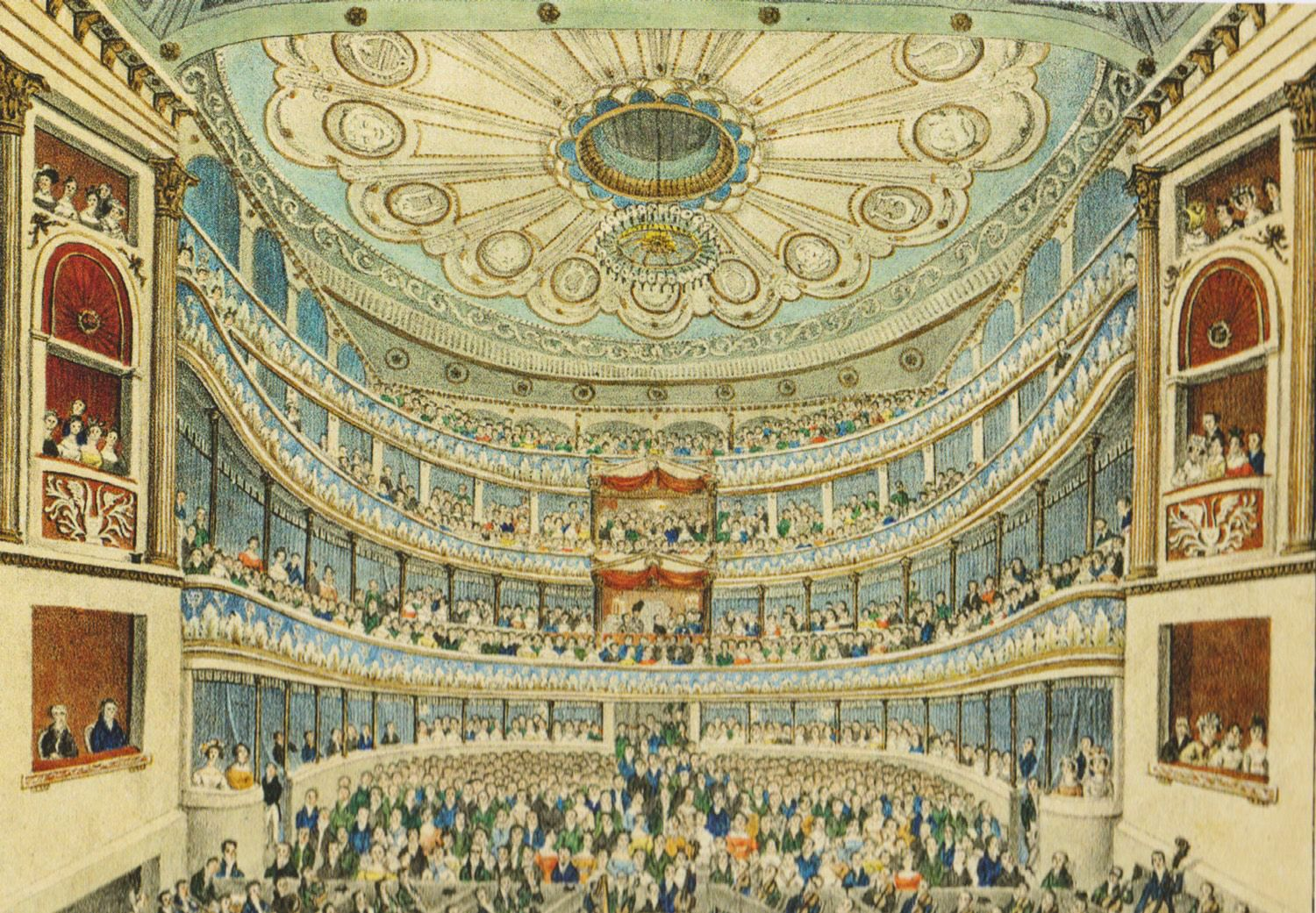
Hlediště Altes Theater v Lipsku, místo premiéry Pytláka, litografie kolem roku 1850

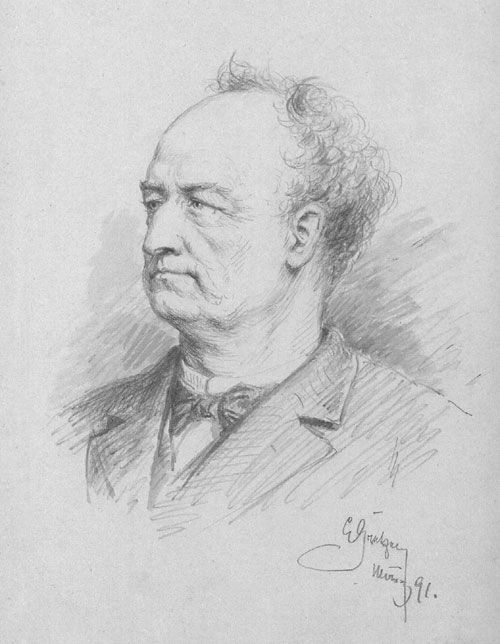
August Kindermann, první představitel Hraběte v Lortzingově Pytlákovi, kresba Eduarda von Grütznera z roku 1891

### 1. dějství
V místním hostinci slaví učitel Baculus své zasnoubení s Gretchen. Na slavnost dorazí lovec hraběte von Eberbach a přináší hraběcí dopis, ve kterém je Baculus propuštěn ze svého učitelského místa za to, že bez dovolení ulovil srnce v hraběcích lesích. Baculus chce nejprve poslat Gretchen, aby vyprosila milost u hraběte, ale pak si uvědomí jeho slabost pro mladé dívky. Gretchen je uražena snoubencovou žárlivostí. Přichází baronka von Freimann, sestra hraběte která nedávno ovdověla, a její komorná Nanette, obě převlečené za studenty, aby nebyly poznány. Její bratr totiž chce baronku provdat za barona Kronthalem. Baronka vyslechne příběh Baculova neštěstí a sama se nabídne, že se přimluví místo Gretchen. Hrabě přichází na scénu s baronem Kronthal a se svou loveckou společností. Oba, hrabě i baron, jsou přitahováni krásou „Gretchen“. Celá společnost potom odchází na oslavu narozenin na jeho hrad.

### 2. dějství
Hraběnka von Eberbach má slabost pro starověké tragédie, zejména Sofokla, a nudí společnost svými řečmi o jeho hrách. Baculus přichází do zámku s „Gretchen“ - převlečenou baronkou. Majordomus Pancratius radí Baculovi, aby se snažil využít hraběnčiny přímluvy. Baculus hraběnku zaujme citacemi z jejích oblíbených starověkých literárních děl. Hrabě si ho všimne a snaží se rozmluvě zabránit. Jeho prosbu o milost odmítá. Baronka převlečená za Gretschen je pronásledována baronem Kronthalem. Přichází bouře a Baculus a „Gretchen“ musejí zůstat na zámku. Během partie kulečníku se hrabě s baronem snaží využít příležitosti, přiblížit se ke Gretchen a vyznat jí lásku. Přitom ale srazí lampu a místnost se ocitne ve tmě. Hraběnka pomáhá „Gretchen“ uniknout. Baron pak nabízí Baculovi odměnu 1000 tolarů, když mu ji přivede.

### 3. dějství
Ráno přicházejí hraběti blahopřát k narozeninám vesnické dívky a on s nimi laškuje. To vidí hraběnka a je tím uražena. Baculus přichází do hradu se skutečnou Gretchen. Baron si všimne, že Gretchen vypadá trochu jinak než dřív. Baculus to vysvětluje tím, že „předešlá“ Gretchen byl ve skutečnosti přestrojený student. Baron jí vyznává lásku, Hrabě zase usiluje o lásku převlečené baronky. Nakonec přichází ještě hraběnka. Zmatek je ale nakonec vyjasněn. Baron je bratrem hraběnčiným a baronka je sestrou hraběte. Vše je vysvětlováno „hlasem přírody“ a odpuštěno. Baculus a Gretchen jsou zase spolu, a hrabě Baculovi vrací jeho učitelské místo. Nakonec také vychází najevo, že Baculus ve skutečnosti omylem zastřelil svého vlastního osla a nikoliv srnce v hraběcí oboře.

## Nahrávky
- 1982 Deutsche Grammophon 2740 271: Edith Mathis, Doris Soffel, Georgine Resick, Peter Schreier, Gottfried Hornik, Hans Sotin; Staatskapelle Berlin; Bernhard Klee, dirigent
- 1963 EMI 0946 3 81837 2 3:  Hermann Prey, Fritz Wunderlich, Fritz Ollendorff, Anneliese Rothenberger, Lotte Schädle; Bavarian State Opera Orchestra, Robert Heger, dirigent